# A-B Helicopters A/W 95
De A-B Helicopters A/W 95 is een kleine eenpersoonshelikopter met een open frame, ontworpen voor de zelfbouw en gebaseerd op de Adams-Wilson Hobbycopter uit de jaren 50 van de twintigste eeuw.

## Specificaties
- Bemanning: 1
- Lengte: 4,57 m
- Rotor diameter: 5,94 m
- Hoogte: 1,96 m
- Leeggewicht: 123 kg
- Beladen gewicht: 222 kg
- Motoren: 1× Rotax 583 turboshaft
- Max snelheid: 136 km/h
- Plafond: m
- Actieradius: km